# Yurika Yoshida
Yurika Yoshida (吉田 夕梨花, Yoshida Yurika, ur. 7 lipca 1993) – japońska curlerka, srebrna medalistka Zimowych Igrzysk Olimpijskich 2022, brązowa medalistka Zimowych Igrzysk Olimpijskich 2018.

## Kariera

### Drużyny[4]
| sezon     | skip             | trzecia         | druga          | otwierająca    |
| --------- | ---------------- | --------------- | -------------- | -------------- |
| 2012/2013 | Mari Motohashi   | Yurika Yoshida  | Megumi Mabuchi | Yumi Suzuki    |
| 2013/2014 | Mari Motohashi   | Yurika Yoshida  | Yūmi Suzuki    | Megumi Mabuchi |
| 2014/2015 | Mari Motohashi   | Chinami Yoshida | Yūmi Suzuki    | Yurika Yoshida |
| 2015/2016 | Satsuki Fujisawa | Chinami Yoshida | Yūmi Suzuki    | Yurika Yoshida |
| 2016/2017 | Satsuki Fujisawa | Chinami Yoshida | Yūmi Suzuki    | Yurika Yoshida |
| 2017/2018 | Satsuki Fujisawa | Chinami Yoshida | Yūmi Suzuki    | Yurika Yoshida |
| 2018/2019 | Satsuki Fujisawa | Chinami Yoshida | Yūmi Suzuki    | Yurika Yoshida |
| 2019/2020 | Satsuki Fujisawa | Chinami Yoshida | Yūmi Suzuki    | Yurika Yoshida |

## Życie prywatne
Obecnie mieszka w Tokoro w Kitami. Jest zatrudniona na jako pracownica biurowa w klinice dermatologicznej w Kitami. Jej siostrą jest inna reprezentantka Japonii w curlingu – Chinami Yoshida.